# DJ Yella
DJ Yella (født Antoine Carraby den 11. december 1967) er en amerikansk rapper der var med til at stifte gruppen N.W.A.(Niggas With Attitude) sammen med Eazy-E, MC Ren, Dr.Dre,Ice Cube, Arabian Prince og
DJ Yella og resten af gruppen producerede deres musik i Eazy-Es garage. Musikken blev kaldt for Gangsta Rap, og inspirerede mange ghettoer.

## Udgivelser
- One Mo Nigga ta Go (1996)